# Technika fusingu

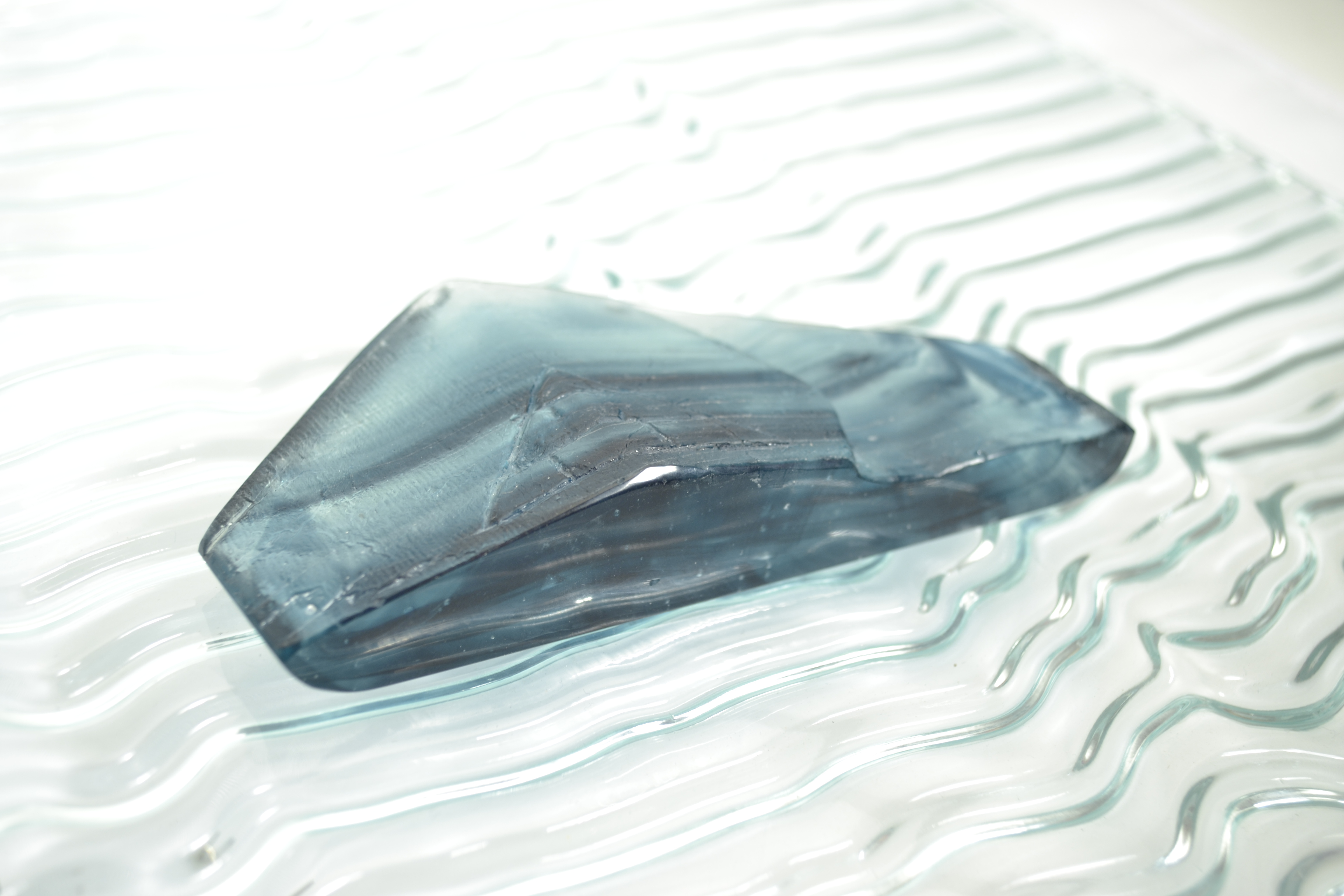
Mała forma rzeźbiarska wykonana techniką fusingu w formie. Użyte szkło barwione w masie.

Fusing szkła to technika polegająca na zgrzewaniu warstw szkła (kolorowego bądź bezbarwnego), dla osiągnięcia określonych efektów artystycznych.
Szkło zgrzewane może mieć od kilku milimetrów do kilkudziesięciu centymetrów grubości.